# Leptocera mensozana
Leptocera mensozana är en tvåvingeart som beskrevs av Richards 1931. Leptocera mensozana ingår i släktet Leptocera och familjen hoppflugor. Inga underarter finns listade i Catalogue of Life.